# Sieghard Heise
Sieghard Heise (* 20. Dezember 1954) ist ein ehemaliger deutscher Fußballspieler.
Ab Juli 1976 spielte er für Schwarz-Weiß Essen in der 2. Bundesliga Nord. Zur Saison 1978/79 wechselte er zur SG Union Solingen. Dort beendete er 1985 seine Profilaufbahn.